# آلاء شاکر

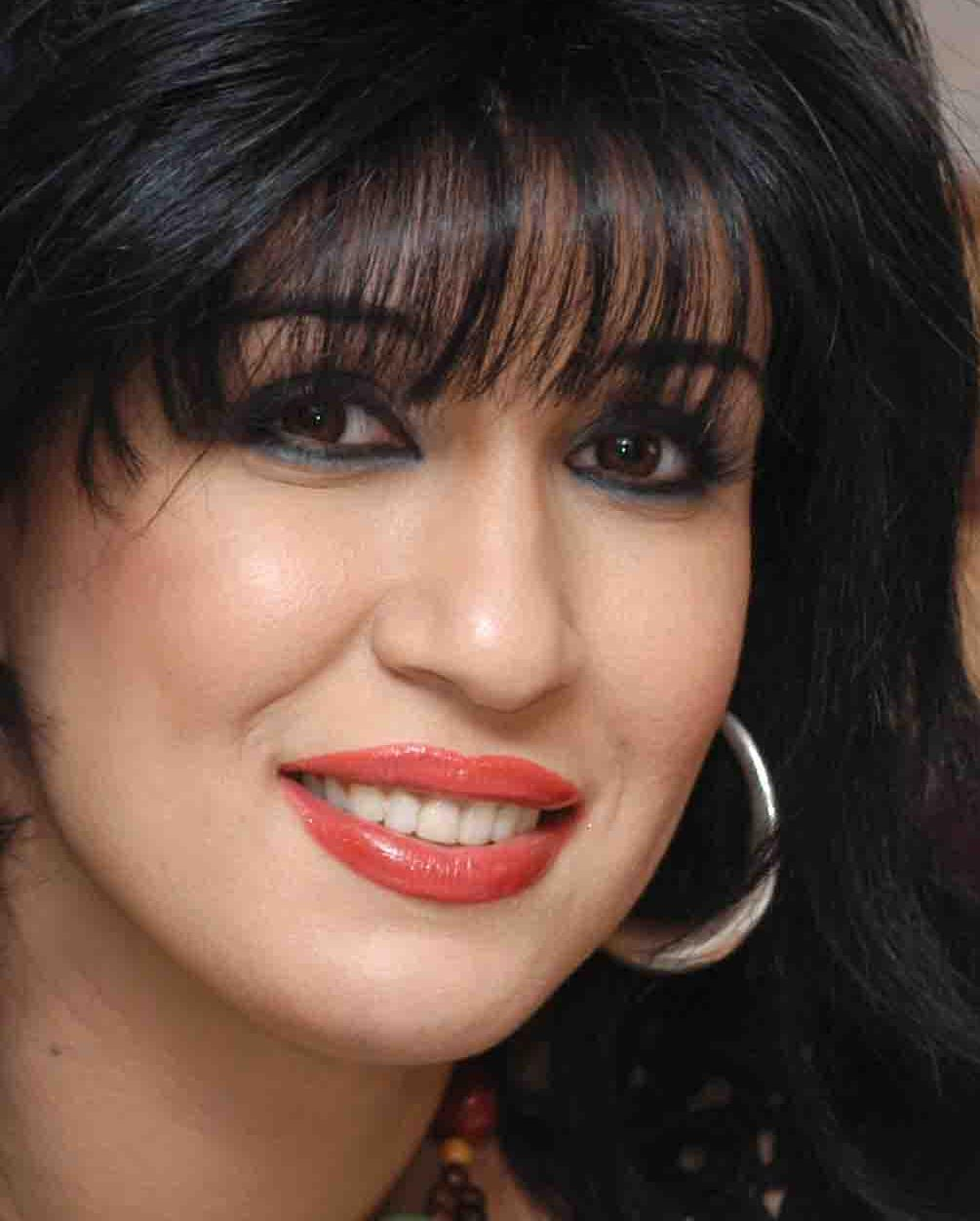

آلاء شاکر (زاده ۲۹ سپتامبر ۱۹۷۷) هنرپیشه عراقی است که آثار زیادی در سینما، تئاتر و تلویزیون عراق داشته‌است.شاکر مدتی است که برای کار به چندین کشور حاشیه خلیج فارس نقل مکان کرده‌است.
او در سال ۱۹۹۷ عراق را ترک کرد ولی بین سال‌های ۲۰۰۵ تا ۲۰۱۱ برای عزاداری درگذشت بستگانش به عراق بازگشت ولی به گفته خودش از سوی گروه‌های اسلامی تهدید به مرگ شد و همین موضوع باعث شده که او دیگر به عراق بازنگردد. شاکر در این سالها به اردن، بحرین و کویت نقل مکان و در نهایت در امارات متحده عربی مستقر شد.